# Lijst van scoutinggroepen in Antwerpen
Dit is een overzicht van scoutinggroepen in de provincie Antwerpen.

## Europa Scouts en Gidsen
- Groep Park Den Brandt, 2020 Antwerpen (zaterdag)
- De Verrezen Heer, 2600 Berchem (zondag)

## FOS Open Scouting
- 1: Lange Wapper (seascouts) Antwerpen
- 17: Prins Albert Deurne
- 80: Kludde (seascouts) Berendrecht-Zandvliet-Lillo
- 205: Impeesa Deurne
- 233: Durendael Lier

## Scouts en Gidsen Vlaanderen

### Nummerinformatie
De nummering van groepen bij Scouts en Gidsen Vlaanderen volgt een strikt patroon. De code bestaat uit een letter, 4 cijfers en opnieuw een letter. Onderstaande tabel legt de betekenis van deze tekens uit.
| code                   | betekenis                                                                         |
| ---------------------- | --------------------------------------------------------------------------------- |
| Eerste letter          | Lettercode voor de provincie, of 'X' in geval van een verbondsploeg               |
| Eerste cijfer          | Gouwnummer binnen provincie                                                       |
| Tweede cijfer          | Districtnummer binnen gouw                                                        |
| Derde en vierde cijfer | Nummer van een groep binnen district                                              |
| Laatste letter         | - P: Gouw - D: District - M: Meisjesscouts - S: Jongensscouts - G: Gemengde groep |

### Gouw Antwerpen
- A1000P: Gouw Antwerpen

#### District Hollebeek
- A1100D: District Hollebeek
- A1101G: Jins Hoboken Wilrijk
- A1102G: Jins Wilrijk
- A1125G: Sint-Joris Kiel (Antwerpen)
- A1128G: Zaoeja Wilrijk
- A1133G: 17/33 Scouting Hoboken
- A1148G: 48-11 Kristus Koning Wilrijk
- A1149S: Corbusier Wilrijk
- A1154G: Scouts Valaar Wilrijk
- A1172G: 26-46 Feniks Wilrijk

#### District Centrum
- A1200D: District Centrum
- A1201G: 1-25 St.-Jacob
- A1202G: Onze-Lieve-Vrouwegroep (Den 2)
- A1204G: 4de St.-Jan Berchmans Antwerpen
- A1210G: Eenheid Kimbangu
- A1218G: 18BP Corneel Mayné Borgerhout
- A1224M: St.-Lutgardis/MAria Mediatrix Borgerhout
- A1230G: 30ste Prins Boudewijn
- A1235G: 35ste Scouts Luchtbal
- A1240G: 40ste Scouts en Gidsen Antwerpen-Noord
- A1272G: Scouts & Gidsen Zurenborg (20-72) [Roelandgroep]
- A1283G: JINS district centrum

#### District West
- A1300D : District West
- A1302M en A1336S: De Gazellen Zwijndrecht en St.Theresia Zwijndrecht
- A1305S : Kraktak Linkeroever
- A1306G : 6e AKA Antigoon Linkeroever
- A1319G : 9-10e St.Lievens St.Andries Antwerpen
- A1321G : 21ste Scouting Linkeroever Linkeroever
- A1322G : 6+16 Scouting Antwerpen Zuid Antwerpen

#### District Schelde
- A1400D: District Schelde (zeescouts)
- A1401S: 1st BP-zeescouts Georges de Hasque Antwerpen Linkeroever
- A1402S: 2de BP-zeescouts Corneel Mayné Antwerpen Linkeroever
- A1409M: 9de zeescouts Sus Antigoon Antwerpen Linkeroever
- A1413S: 13de Sint-Joriszeescouts Antwerpen Linkeroever

#### District Zilverbeek
- A1500D: District Zilverbeek
- A1508S: Sint-Stanislas (Berchem)
- A1511S: Prins van Luik (Berchem)
- A1512G: AKABE De Koalabeertjes (Berchem)
- A1514S: Albert I (Berchem)
- A1522G: Sint-Albertus (Berchem)
- A1550G: 37 Sint-Godelieve - 50 Pius XI (Berchem-Groenenhoek)

### Gouw Heide
- A2000P: Gouw Heide

#### District Noord
- A2500D: District Noord
- A2523M: Scouts Sint-Jacobus (Kapellen)
- A2542M: Scouts Sint-Godelieve (Kalmthout-Heuvel)
- A2544G: Scouts Sint-Maarten (Kalmthout-Heide)
- A2551G: Scouts Sint Mauritius (Kapellen)
- A2563S: Scouts O.L.-Vrouw-Onbevlekt (Kapellen)
- A2571G: Scouts Sint-Jozef (Gooreind)
- A2576S: Scouts Dominiek Savio (Kalmthout-Heuvel)
- A2579M: Scouts de Reigers (Berendrecht)
- A2569G: Scouts Sint-Hubertus (Hoevenen)

#### District Noordst
- A2552G: Scouts Sint-Norbertus (Essen Heikant)
- A2545S: Scouts O.-L.-Vrouw (Essen Centrum)

#### District Morckhoven
- A2100D: District Morckhoven
- A2101G: Jonas 1 van Morckhoven Deurne
- A2102G: Jonas 2 van Morckhoven Deurne
- A2107G: 7e Sint-Aleydis Deurne
- A2114S: 14e Siegfried Ranst
- A2115M: 15e Baden Powell Wommelgem
- A2143G: 43e Sint-Rumoldus Deurne
- A2146G: 46e Xaverius - Sint-Rita Borgerhout
- A2149M: 49e Sint-Bernadette Deurne
- A2168G: 68e Sint-Maarten Deurne
- A2170G: 70e Sint-Jan Berchmans Borsbeek
- A2180S: 80e Sint-Bernadette Deurne
- A2188G: 88e Pius X Deurne
- A2191S: 91e Baden Powell Wommelgem
- A2178M: 78e Siegfried Ranst

#### District Kommerin
- A2200D: District Kommerin
- A2201G: Zandlopers - Wechelderzande
- A2202G: St.-Catharina - 's-Gravenwezel
- A2203G: Kris-Kras akabe - Halle-Zoersel
- A2221G: St.-Elisabeth - Zoersel
- A2235M: St.-Godelieve - Schilde
- A2245G: St.-Lucas - Westmalle
- A2249S: Unité 49 Baden-Powell - Schilde
- A2256S: St.-Dominicus - Schilde
- A2269G: Scouts en Gidsen Oelegem - Oelegem
- A2274G: St.-Maarten - Halle-Zoersel
- A2299G: Parsival - Wijnegem

#### District Ten Ryen
- A2300D: District Ten Ryen
- A2304M: 4e Sint-Joris Merksem
- A2314M: 14e Onze-Lieve-Vrouw-Ten BosSchoten
- A2314S: 14e Onze-Lieve-Vrouw-Ten BosSchoten
- A2324G: 24e Sint-Frans Merksem
- A2326G: 26e Sint Eduardusscouts (fusie 66e en 2e op 01/09/08) Merksem
- A2338G: 38e Jin Leo Merksem
- A2341G: 41e koningin Astrid Merksem
- A2361S: 61e Sint-Jozef Merksem
- A2362G: 62e Master Van Bladel Schoten

#### District Noordenkwijt
- A2400D: District Noordenkwijt
- A2412G: Akabe De Zonnepinkers Ekeren
- A2417G: 17de Bunt Ekeren Ekeren
- A2420G: Jobertus Brasschaat
- A2423G: 23ste Don Bosco Brasschaat
- A2453G: 53ste O.L.V. van vrede St.-Mariaburg Ekeren
- A2442S: 42ste Leopold III Brasschaat
- A2407S: 7de St.-Michiel Brasschaat
- A2438M: 38ste St.-Beatrijs Brasschaat

### Gouw Opsinjoor
- A3000P: Gouw Opsinjoor

#### District Cantincrode
- A3100D: District Cantincrode
- A3110G O.-L.-VR.-VLAANDEREN - MORTSEL
- A3111G ST.-XAVERIUS-GULDEN VLIES - MORTSEL
- A3132S ST.-ALBERTUS - MORTSEL
- A3143G ST.-BENEDICTUS - MORTSEL
- A3148M LIEVEN GEVAERT - MORTSEL
- A3160M ST.-JOZEF - MORTSEL
- A3160S ST.-JOZEF - MORTSEL

#### District Ter Elst Waverheide
- A3200D: District Ter Elst Waverheide
- A3201G DE HELLEVELDERS - DUFFEL
- A3203M O.-L.-VR.-V.-GOEDE WIL -DUFFEL
- A3204M ST.-LUCIA - O.L.V.WAVER
- A3204G O.-L.-VR.-RIDDERS - TEN BOSCH EN AKABE LINT
- A3205M ST.-KATRIEN - ST.-KATEL-WAVER
- A3207G AKABE DUFFEL
- A3220S ROELAND - O.-L.-V.-WAVER
- A3223S JAN BREYDEL - ST.-KATEL.WAVER
- A3277S BERTHOUTRIDDERS - DUFFEL

#### District Molenbos
- A3300D: District Molenbos
- A3301M ST.-RENILDE - KONTICH
- A3302S O.-L.-VR.-V.-LOURDES - EDEGEM
- A3303M MARIA REGINA - EDEGEM
- A3304S ST.-MAARTEN - KONTICH
- A3305M ST.-THERESIA - ELSDONK
- A3306G KONINGIN FABIOLA - EDEGEM
- A3308G ST.-PAULUS - EDEGEM
- A3309G JIN - KONTICH
- A3312G ST.-JORIS - KONTICH
- A3385S ELSDONK SCOUTS - EDEGEM

#### District Dijle
- A3400D: District Dijle
- A3401G P.G.FRASSATI - MECHELEN
- A3402M O.-L.-VR.-VLAANDEREN - MECHELEN
- A3403G PARSIVAL - ST.-KATEL.WAVER
- A3404G ST.-KATROM - MECHELEN
- A3406S WOUDLOPERS - MECHELEN
- A3408G HEILIG KRUIS - MECHELEN
- A3409M PARSIFAL - MECHELEN
- A3421S ST.-GUMMARUS - MECHELEN
- A3426S REINAERT - MECHELEN
- A3427S ST.-PAULUS - BONHEIDEN
- A3429G THILA COLOMA - MECHELEN

#### District Rupel
- A3600D: District Rupel
- A3601M: St.-Franciscus - Boom
- A3603M: St.-Jan - Aartselaar
- A3604G: Scouts & Gidsen Zevensprong - Kalfort - Puurs
- A3605G: Akabe Toetertoe - Terhagen
- A3609G: Don Bosco - Ruisbroek
- A3610M: Orion - Rumst
- A3620G: Rupera - WIllebroek
- A3625G: St.-Bernardus - St.-Lutgardis - Bornem
- A3629M: St.-Paulus - Hemiksem
- A3629S: St.-Pieter - Rumst
- A3634S: St.-Lodewijk - Hemiksem
- A3637S: Don Bosco - Niel
- A3692S: Onbevlekt H. Maria (92ste Scouts Aartselaar-Reet) - Reet -

### Gouw Kempen
- A4000P: Gouw Kempen

#### District Noorderkempen
- A4100D: District Noorderkempen
- A4103S: Sint-Victor Turnhout
- A4114G: Scouts en Gidsen Sint-Michiel Turnhout
- A4105G: Scouts André de Thaye & Gidsen Sint-Rita Beerse
- A4106S: Sint-Frans Turnhout
- A4108G: Don Bosco Vosselaar
- A4109G: Akabe Ommekaar Turnhout
- A4111G: Scouting Ravels Ravels
- A4112G: Sint-Lucas Turnhout
- A4113G: Scouts en Gidsen Sint-Franciscus Turnhout
- A4115M: Koningin Astrid Turnhout
- A4117M: Sint-Godelieve Turnhout
- A4119G: Ansarat Oud-Turnhout
- A4120G: Carpe Diem Arendonk
- A4122G: Zeescouts Toxandria Turnhout

#### District Mol
- A4200D: District Mol
- A4201S: St.-Pieter Mol Centrum
- A4202G: St.-Willebrordus Mol Ezaart
- A4203G: St.-Antonius/St.-Agnes Mol Donk
- A4204S: St.-Paulus Mol Sluis
- A4205S: St.-Carolus Mol Ginderbuiten
- A4207S: Tijl Mol Achterbos
- A4209G: Akabe 't Kruierke Balen
- A4212M: J.F. Kennedy Mol Centrum
- A4213M: Nele Mol Achterbos
- A4216G: St. Martinus Retie

#### District Zuiderkempen
- A4300D: District Zuiderkempen

#### District Nete
- A4400D: District Nete
- A4406G: Bosvogels - Grobbendonk
- A4412G: Sparlekijn - Nijlen